# Nanolpium rhodesiacum
Nanolpium rhodesiacum är en spindeldjursart som beskrevs av Beier 1955. Nanolpium rhodesiacum ingår i släktet Nanolpium och familjen Olpiidae. Inga underarter finns listade i Catalogue of Life.